# KG이니시스
주식회사 KG이니시스(KGINICIS)는 KG그룹 산하의 대한민국의 인터넷 핀테크 기업이다.